# Елізабет Тамм
Елізабет Тамм (швед. Elisabeth Tamm; 1880—1958) — шведська феміністка, політична діячка, письменниця; засновниця групи Фогельстад, в риксдагу була відома як Tamm i Fogelstad.

## Життєпис

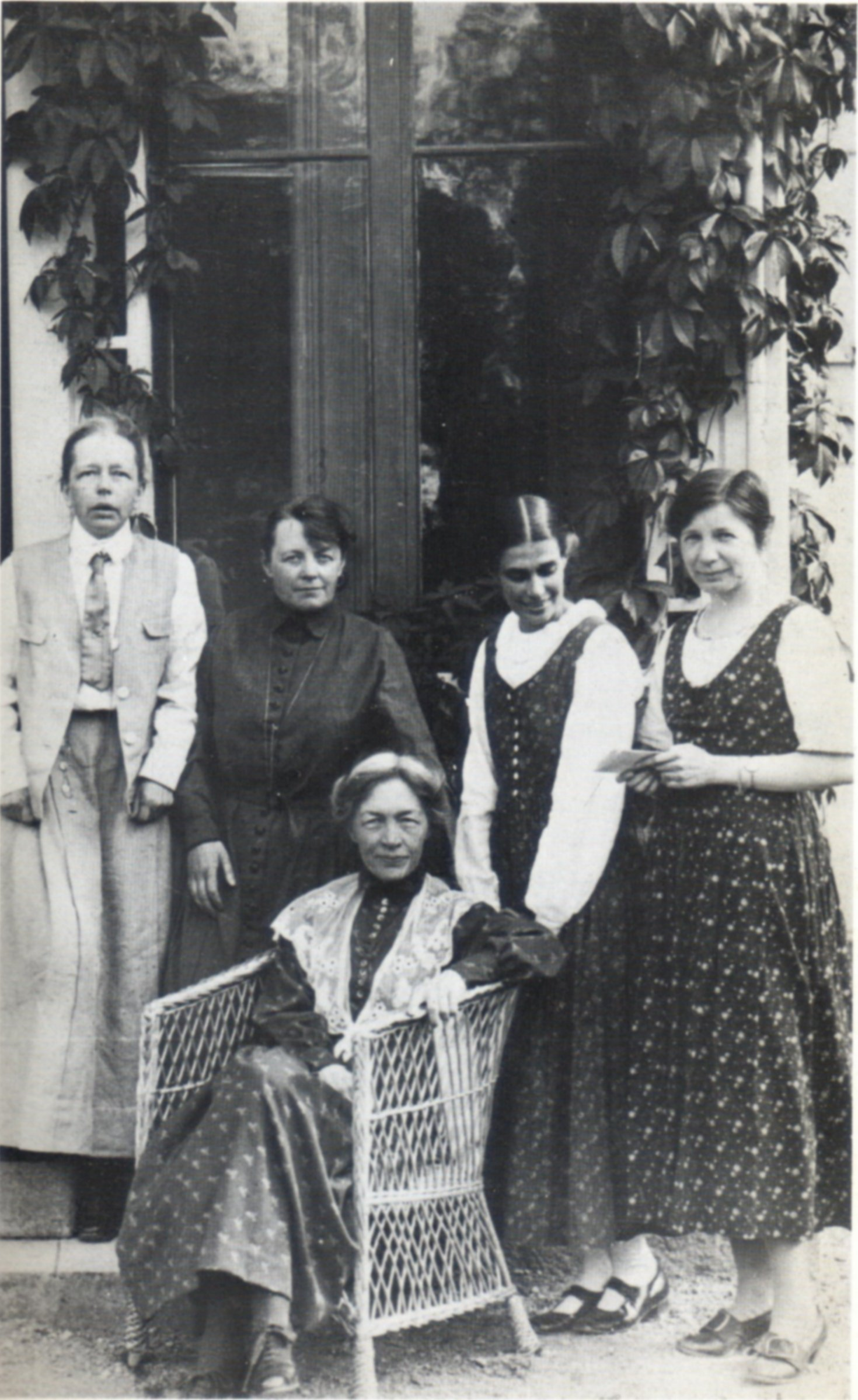
Група Фогельстад, 1920-ті роки.
Зліва направо: Елізабет Тамм, Ада Нільссон, Хонорін Гермелін та Елін Вагнер; сидить Керстін Хессельгрен.

Елізабет Тамм народилася 30 червня 1880 року в маєтку Фогельстад, округ Джулита, в родині баронеси Емми Окерхільм (Emma Åkerhielm af Margretelund) і військового та землевласника Августа Тамма.
Елізабет та її сестра Мірта не отримали формальної освіти і навчалися вдома. Батько вчив дочок керувати маєтком, і їм доводилося виконувати у маєтку різні практичні справи. Елізабет цікавилася історією і політикою і хотіла вчитися в університеті; на короткий час батьки їй дозволили відвідувати семінари та лекції в Уппсальському університеті. У 1905 році батько помер, і Елізабет взяла на себе роль землевласниці. Вона зацікавилася політичною кар'єрою батька, потім разом з подругами поглибила інтерес до жіночого руху і народного просвітництва. Саме як членкиня правління лекційної асоціації Джуліти Тамм почала свою довгу громадську і політичну діяльність. Першими її значущими знайомими стали Лідія Вальстрем і Керстін Гессельгрен.
Завдяки тому, що Тамм володіла маєтком Фогельстад, а також реформі виборчих прав, у 1907—1909 роках жінки отримали право брати участь у муніципальних зборах. Так Тамм почала свою політичну кар'єру заступницею голови муніципальних зборів Джуліти з 1913 року. Була призначена головою муніципальної ради в 1916 році, ставши першою жінкою Швеції на цій посаді. Три роки потому Тамм обрана членкинею окружної Ради графства в графстві Седерманланда, вона перебувала на цій посаді до 1930 року. Також головувала Седерманландського окружною радою жіночого союзу Frisinnade kvinnor (пізніше перейменувався вSvenska Kvinnors Vänsterförbund).
У 1921 році Елізабет Тамм стала однією з перших жінок, обраних до парламенту Швеції після того, як жінки отримали виборче право. Серед них також були: Неллі Тюрінг, Агда Естлунд і Берта Веллін — в нижній палаті, Керстін Хессельгрен — у верхній палаті. Тамм зосередилася на питаннях прав жінок, таких як рівна заробітна плата та доступ жінок до всіх офіційних професій.
Займалася і питаннями теорії фемінізму. Вона була співробітницею шведських феміністських журналів Tidevarvet и Vi women, а також норвезького жіночого журналу Kvinnen og Tiden. У 1925 році Тамм була ініціаторкою створення жіночої цивільної школи в маєтку Фогельстад — Kvinnliga medborgarskolan vid Fogelstad, яку деякий час очолювала.
У 1936 році Тамм припинила активну діяльність через хворобу. Попри це, займалася питаннями екології, і в 1940 році разом з Елін Вагнер написала книгу «Fred med jorden».
Померла Елізабет Тамм 23 вересня 1958 року, похована на батьківщині.